# Uncle Slam
Az Uncle Slam amerikai crossover thrash együttes volt 1984-től 1995-ig.

## Története
The Brood néven alakultak meg, 1986-as első albumuk megjelentetése után változtatták meg Uncle Slam-re. Soraiban a Suicidal Tendencies számtalan tagja megfordult. Négy nagylemezt adtak ki, az elsőt még a "The Brood" név alatt. 1995-ben feloszlott a zenekar. Szövegeik témái a politika, halál, fájdalom és az erőszak, illetve a humor is jellemző dalaikra.

## Tagok
- Todd Moyer - gitár, vokál (1984-1995)
- Simon Oliver - basszusgitár (1987-1989, 1991-1995)
- R.J. Herrera - dob (1994-1995)

## Korábbi tagok
- Jon Nelson - ének, gitár (1984-1987)
- John Flitcraft - basszusgitár (1984-1986)
- Louiche Mayorga - basszusgitár (1987-1988)
- Bob Heathcote - basszusgitár (1987)
- Angelo Espino - basszusgitár (1987-1991)
- Amery Smith - dob, vokál (1984-1994)

## Diszkográfia
- The Brood (1986, The Brood néven)[2]
- Say Uncle (1988)
- Will Work for Food (1993)
- When God Dies (1995)

## Egyéb kiadványok
Demók
- Say Uncle (demo, 1987)[3]
- Demo '87 (1987)[3]